# Carpenters (album)
Carpenters is het derde studioalbum van The Carpenters, uitgegeven in 1971. Het album behaalde een tweede plaats in de Billboard 200 en een 12e plaats in het Verenigd Koninkrijk. Hits die het album voortbracht waren onder meer For All We Know, Rainy Days and Mondays en Superstar. Enkel Superstar wist de Nederlandse Top 40 te bereiken. Daar strandde het nummer op nummer 21.
Het album zette Karen Carpenter neer als een van de meest geliefde zangeressen van haar tijd. Richard Carpenter zong de leadvocals in de nummers Druscilla Penny en Saturday. Deze nummers bereikten in Amerika de hitlijsten niet.

## Tracklist
1. Rainy Days and Mondays (Roger Nichols/Paul Williams)
2. Saturday (John Bettis/Richard Carpenter)
3. Let Me Be the One (R. Nichols/P. Williams)
4. (A Place to) Hideaway (Randy Sparks)
5. For All We Know (Fred Karlin/Arthur James/Robb Wilson)
6. Superstar (Bonnie Bramlett/Leon Russell)
7. Druscilla Penny (J. Bettis/R. Carpenter)
8. One Love (J. Bettis/R. Carpenter)
9. Bacharach/David Medley (Burt Bacharach/Hal David):
  1. Knowing When to Leave
  2. Make It Easy on Yourself
  3. (There's) Always Something There to Remind Me
  4. I'll Never Fall in Love Again
  5. Walk On By
  6. Do You Know the Way to San José
10. Sometimes (Henry en Felice Mancini)